# Нове-Място-над-Пилицон
Нове-Място-над-Пилицон (пол. Nowe Miasto nad Pilicą; дословно «Новый город на Пилице») — город в Польше, входит в Мазовецкое воеводство, Груецкий повят. Имеет статус городско-сельской гмины. Занимает площадь 11,25 км². Население — 4022 человек (на 2012 год).

## История
Статус города получил 27 декабря 1400 года.